# Sinfonía n.º 8 (Beethoven)

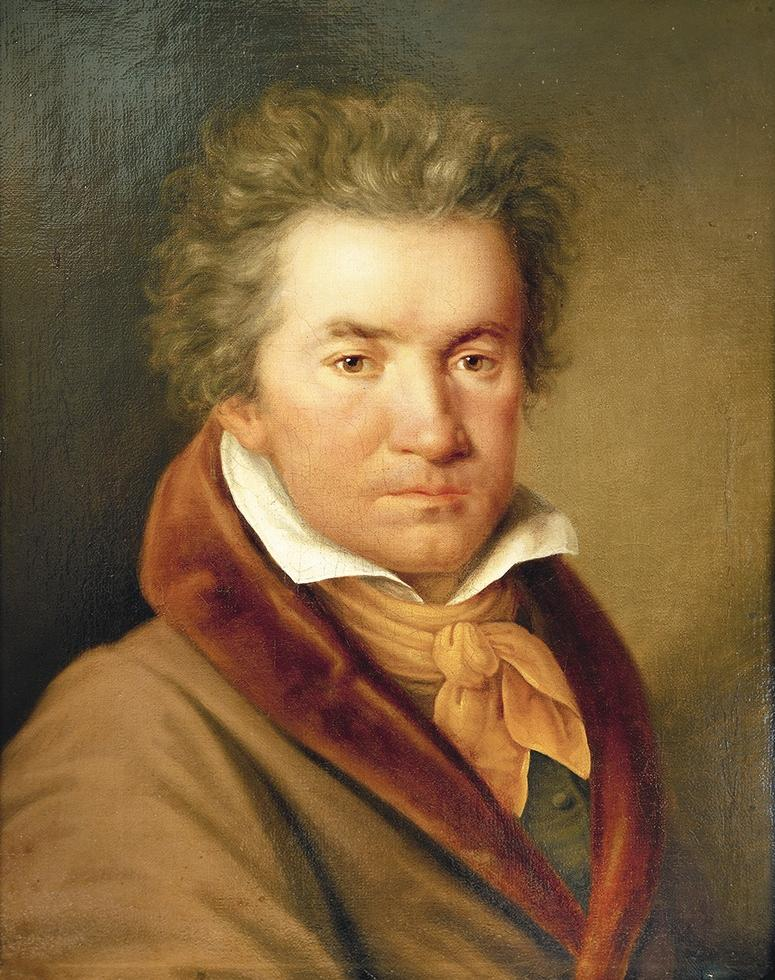
Beethoven en 1815.

La Sinfonía n.º 8 en fa mayor, Op. 93 fue compuesta por Ludwig van Beethoven entre 1812 y 1813. Es la octava de sus nueve sinfonías. El compositor se refería a ella con orgullo como su «pequeña sinfonía en fa», distinguiéndola de la Sinfonía n.º 6, una obra de mayor duración también en fa mayor.

## Historia

### Composición
La composición de esta obra se desarrolló desde primavera de 1812 hasta abril de 1813. Beethoven escribió la sinfonía en el verano de 1812, durante sus vacaciones en Teplice y otros balnearios de Bohemia (Karlsbad y Franzensbad). El año 1812 estuvo cargado de acontecimientos relevantes en la vida del compositor, el mes de julio fue especialmente notable. Conoció por fin a Johann Wolfgang von Goethe en Teplice, aunque se sintió decepcionado al encontrar (en su opinión) a un cortesano envejecido que ya no era un incendiario ni un demócrata afín; peor aún, un diletante musical. A su vez, Beethoven como persona y como artista impresionó a Goethe, pero al anciano poeta dramaturgo le fatigaba su intensidad altisonante y le ofendía una falta de modales rayana en la grosería.
Al igual que las Sinfonías n.º 5 y n.º 6, Beethoven compuso la n.º 7 y n.º 8 poco después la una de la otra. La partitura autógrafa de la Séptima está fechada el 13 de abril de 1812, probablemente refiriéndose a su finalización. Inmediatamente después comenzó a trabajar en la Octava, que, como sabemos por los borradores del Cuaderno de bocetos Petters, planeó originalmente como un concierto para piano. Debió de cambiar de opinión a finales de mayo de 1812. La fecha y el lugar anotados en la partitura autógrafa de la Sinfonía n.º 8, Linz, octubre de 1812, marcan el día en que el compositor empezó a escribir la partitura. Es posible que la finalizara a finales de 1812, pero sin duda en marzo de 1813, cuando ofreció dos sinfonías completamente nuevas (Sinfonía n.º 7 y n.º 8) al organizador de conciertos Joseph von Varena. En una carta fechada hacia el 25 de mayo enviada a los editores Breitkopf & Härtel de Leipzig, anunció la composición de tres nuevas sinfonías, una de las cuales ya estaba terminada. Ésta era la Sinfonía n.º 7, otra era la Sinfonía n.º 8 y la última era un proyecto en re menor que nunca llegó a terminar (la Sinfonía n.º 9 fue escrita en re menor años más tarde).
Johann Mäzel se reunió con otros amigos de Beethoven en una cena de despedida para el compositor, quien estaba a punto de salir de viaje hacia fines de la primavera de 1812. Beethoven estaba en uno de sus estados de ánimo divertidos, que él mismo describía como «desabotonado». Durante la fiesta, Mäzel describió su metrónomo, con el cual esperaba proporcionarles a los compositores una forma de indicar el tempo con exactitud y proporcionar a los intérpretes una ayuda para una ejecución regular. Beethoven aplaudió la idea alegremente y de inmediato se lanzó a una canción aparentemente espontánea basada en el «ta ta ta» del instrumento de Mäzel. Los demás asistentes se unieron para convertir la canción en un rondó. Esta melodía intrascendente pasó a formar parte del segundo movimiento de la Sinfonía n.º 8, en la que Beethoven estaba trabajando en ese momento. La melodía cuenta con un acompañamiento acompasado sugerente del metrónomo. 

### Estreno y publicación
Beethoven escuchó sus dos nuevas sinfonías por primera vez durante un ensayo privado en el palacio del archiduque Rodolfo. Es posible que este ensayo provocara cambios en el final del primer movimiento de la Op. 93, que Beethoven volvió a modificar. La representación se pospuso varias veces debido a su mal estado de salud y finalmente tuvo lugar el 21 de abril de 1813. 
El estreno público se celebró el 27 de febrero de 1814 en un concierto en la Redoutensaal de Viena bajo la dirección del propio compositor. En ese mismo evento también se interpretó la Sinfonía n.º 7 (que había sido estrenada dos meses antes), el trío vocal Tremate, empi, tremate, Op. 116 y La victoria de Wellington, Op. 91. Beethoven se estaba volviendo cada vez más sordo en ese momento, sin embargo dirigió el estreno. Según se informa, "la orquesta ignoró en gran medida sus gestos desgarbados y, en cambio, siguió al violinista concertino".
La primera edición fue publicada por el editor Sigmund Anton Steiner en diciembre de 1816 en Viena.

## Instrumentación
La partitura está escrita para una orquesta formada por:
- Viento madera: 2 flautas, 2 oboes, 2 clarinetes en si bemol, 2 fagotes.
- Viento metal: 2 trompas en fa y si bemol bajo, 2 trompetas en fa.
- Percusión: 2 timbales.
- Cuerda: una sección de cuerdas con violines I y II, violas, violonchelos y contrabajos.

## Estructura y análisis
La sinfonía consta de cuatro movimientos:
- I. Allegro vivace e con brio, en fa mayor 3
4
- II. Allegretto scherzando, en si bemol mayor 2
4
- III. Tempo di menuetto, en fa mayor 3
4
- IV. Allegro vivace, en fa mayor 2
2

La interpretación de esta obra dura aproximadamente 26 minutos, casi la misma duración que la Sinfonía n.º 5. La inclusión del tema metronómico no es el único ejemplo de humor en la sinfonía. La obra abunda en pausas inesperadas, notas sorprendentes y gestos no preparados. Los súbitos estallidos en compás de 2/4 dentro del primer movimiento en 3/4 son un ejemplo del bien intencionado humor de la sinfonía. También es ingeniosa la forma en la que finaliza el primer movimiento, con el corte repentino de lo que parece ser una nueva expresión del tema principal.
Las notas repetidas incesantes que impregnan el segundo movimiento, incluso hasta su compás final, constituyen otra instancia del humor de la sinfonía. Cualquier pieza que carezca de un movimiento lento, pero que en cambio tenga un scherzo y un minué, necesariamente demostrará buen humor. Es así que el ingenio se continúa en el minué, que comienza con una deliciosa ambigüedad acerca de cuál tiempo es realmente el primero de cada compás.
El final comienza con una ambigüedad similar y con un tema intencionadamente intrascendente. Continuamente nos sorprendemos por el desarrollo sofisticado que crece a partir de un comienzo tan poco prometedor. La falsa recapitulación haydnesca, prácticamente en cuanto comienza la sección del desarrollo, es un non sequitur delicioso. El cierre excesivamente grandioso constituye una última humorada.
La "Pequeña Sinfonía" (como dijo el propio Beethoven) no tuvo el mismo éxito que la Séptima, escrita unas semanas antes; sólo fue reconocida como obra maestra después de la Segunda Guerra Mundial por un público cuyo gusto ya no era tan romántico.
Sin embargo, un análisis musical más cercano socava la idea de una sinfonía de regresión a una era más espiritual. El primer movimiento y el final involucran, uno un tema principal rítmicamente muy dinámico, y el otro un Do sostenido menor que crea un tumulto y una mezcla estructural de la formas sonata y el rondó. La sinfonía termina con un pasaje muy largo de fuerte armonía tónica. Chaikovski dijo que este movimiento era "Una de las más grandes obras maestras sinfónicas de Beethoven".
Algunas observaciones sobre la sinfonía:
- Es la única sinfonía del compositor (y quizás la única en la historia de la sinfonía en cuatro movimientos) que no incluye un movimiento lento, lo que confirma su fama de obra ligera porque el movimiento lento es sustituido por un allegretto scherzando chispeante, fantasioso, y cómico (como el inesperado fortissimo de los violines en el compás 23), además este movimiento tiene como tema un canon compuesto tiempo antes por Beethoven para el cumpleaños de su amigo Johann Nepomuk Mælzel (el inventor del metrónomo).
- Es la única sinfonía de Beethoven que presenta un minueto, las otras ocho presentan scherzos (el minueto de la primera sinfonía es en realidad un scherzo, su tempo es demasiado rápido para un baile de tres tiempos).
- El final es un "final prodigioso, una de las páginas más atrevidas de Beethoven", según Igor Markevitch. Cabe señalar que Beethoven se aparta temporalmente del sistema tonal alrededor de los compases 307-336 al emplear modos antiguos, una anticipación del modo lidio que usó más tarde en el adagio del decimoquinto cuarteto. El tema principal, que escuchamos varias veces, es tocado primero pianissimo por las cuerdas solas hasta que es interrumpido por una gran "nota falsa", luego es retomado fortissimo por toda la orquesta. Su coda final recuerda, de forma más condensada y menos espectacular, a la famosa de la Quinta por su sucesión de acordes de tónica.

## Recepción de la obra
Cuando su alumno Carl Czerny le preguntó por qué la Octava era menos popular que la Séptima, se dice que Beethoven respondió: "Porque la Octava es mucho mejor". Un crítico escribió que "los aplausos que recibió no fueron acompañados por ese entusiasmo que distingue a una obra que produce un deleite universal; en fin, como dicen los italianos, no hizo furor". Beethoven se enojó con esta recepción. George Bernard Shaw, en su calidad de crítico musical, estuvo de acuerdo con la evaluación de la obra hecha por Beethoven y escribió que "En todos los aspectos más sutiles, la Octava es mejor [que la Séptima]". Más recientemente, Jan Swafford ha descrito la Octava como "una mirada retrospectiva hermosa, breve e irónica a Haydn y Mozart", con un contrapunto desafiante, furiosos ritmos cruzados, cambios repentinos de piano a forte, y episodios idílicos e incluso himnos".